# Inschrift Ancoz 5

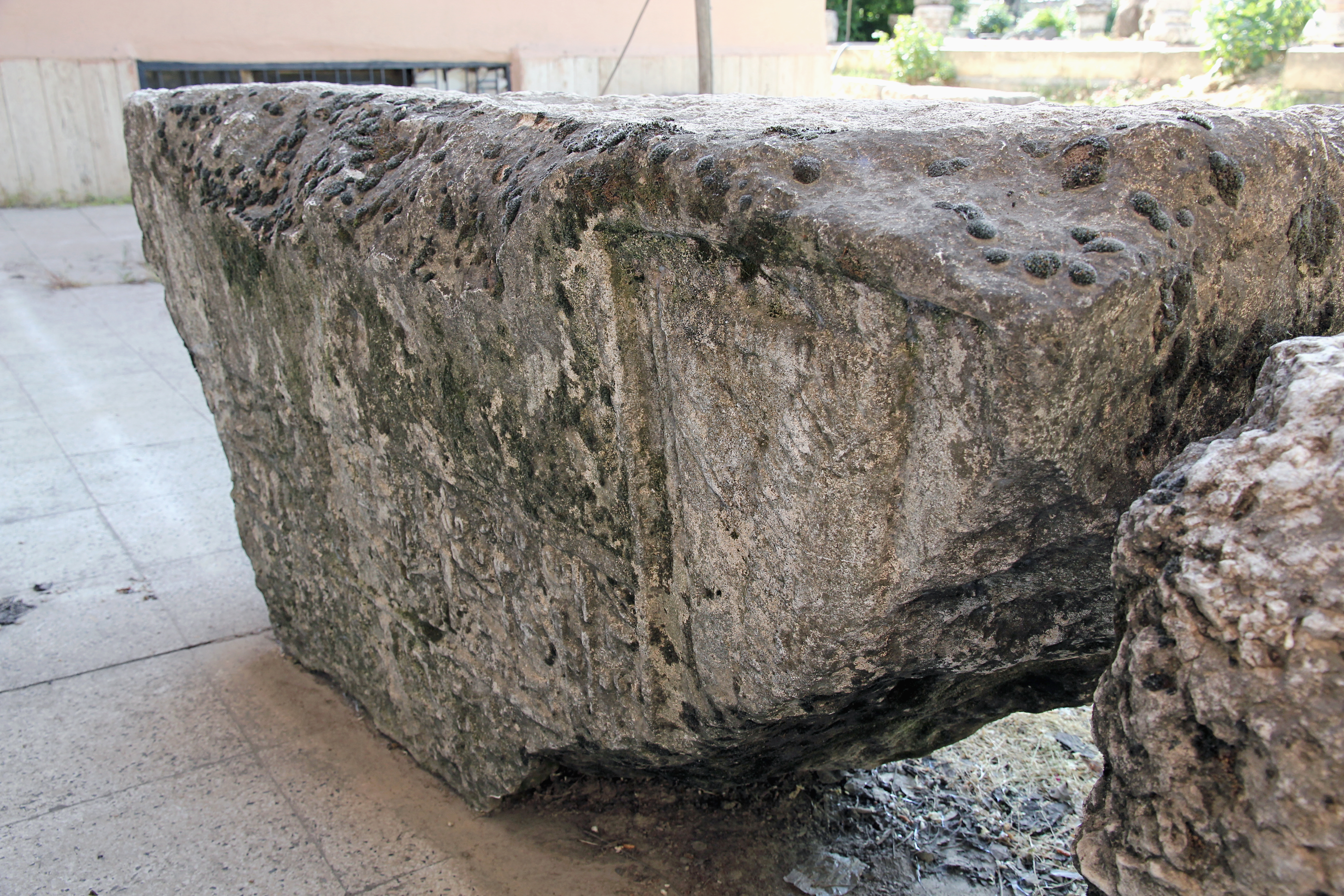
Ancoz 5 im Museumsgarten in Adıyaman (kopfüber)

Als Ancoz 5 wird eine Inschrift in luwischen Hieroglyphen aus dem 9./8. Jahrhundert v. Chr. von dem kommagenischen Siedlungshügel Ancoz bezeichnet, die im Archäologischen Museum Adıyaman ausgestellt ist.

## Forschungsgeschichte
Die Fundstelle der Inschrift liegt auf dem Hügel Han Mevkii, etwa einen Kilometer südwestlich von Ancoz. Der Hügel liegt nahe dem heutigen Dorf Eskitaş im Landkreis Kâhta der türkischen Provinz Adıyaman. Er war ab der neohethitischen Zeit (1200–700 v. Chr.) in Benutzung und gehörte zum eisenzeitlichen Königreich Kummuḫ, das etwa dem späteren Kommagene entspricht. Dort fanden sich die Überreste eines klassischen Gebäudes aus kommagenischer Zeit, in dem mehrere Hieroglyphensteine in Wiedernutzung verbaut waren. Als erster sah und beschrieb der türkische Prähistoriker Mehmet Özdoğan den Stein im Rahmen des Lower Euphrates Survey 1975 und 1977. Im Zuge von Rettungsgrabungen wegen der Errichtung des Atatürk-Staudamms untersuchte der Hethitologe Sedat Alp 1979 den Hügel. In der Folge wurde Ancoz 5 mit weiteren Inschriftensteinen ins Archäologische Museum von Adıyaman gebracht, wo er die Inventarnummer 364 erhielt. Nach Veröffentlichungen von Özdoğan und Alp sah der britische Hethitologe John David Hawkins den Stein 1990 dort und nahm ihn in sein Corpus of hieroglyphic Luwian inscriptions auf. Massimo Poetto konnte die Inschrift 2000 reinigen und eine neue Edition des Textes publizieren. 

## Beschreibung
Der Block hat eine Höhe von 0,74 Metern, eine erhaltene Breite von 1,24 Metern und ist 0,44 Meter dick. Die linke obere Ecke sowie ein unbestimmbarer Teil auf der rechten Seite fehlen. Links ist auf einer eingetieften Fläche der untere Teil einer Figur im Relief erhalten. Rechts davon befindet sich eine zweizeilige Inschrift in luwischen Hieroglyphen mit einer Zeilenhöhe von 0,20 Metern, darunter eine freie Fläche mit der Höhe einer Zeile. Auf der linken Seitenfläche sind noch die Reste von zwei Zeichen zu erkennen, die wohl zur zweiten Zeile gehören.
Die nach rechts gewandte Figur ist bis zur Hüfte erhalten, sie füllte ursprünglich die ganze Höhe des Steinblocks aus. Sie ist mit einem knöchellangen Gewand im assyrischen Stil mit Fransen bekleidet, dessen gesäumte Kanten vorn übereinandergeschlagen sind. Vor sich hält sie einen Stab. Die Füße zeigen die von hethitischen Reliefs bekannten Schuhe mit hochgebogenen Spitzen. Wen die Figur darstellt, ist nicht feststellbar.
Die Inschrift ist im Relief ausgeführt und – nach der Reinigung durch Poetto – soweit erhalten in einem gut lesbaren Zustand. Die ober Zeile ist links-, die untere rechtsläufig zu lesen. Aus den Resten auf der linken Seitenfläche kann möglicherweise geschlossen werden, dass der Text der ersten Zeile am linken Ende die Figur übersprang, auf der Seite fortgesetzt wurde und von dort mit der zweiten Zeile, dann nochmals das Bild überspringend, auf der Front endete. Die obere Zeile ist an beiden Seiten unvollständig, von der unteren fehlt links der Teil auf der Seitenfläche sowie rechts ein unbestimmbarer Anteil. Der Text erwähnt in der ersten Zeile die aus anderen Ancoz-Inschriften bekannten Götter, den Hirschgott CERVUS (Runtiya), Kubaba, Taskus und einen Berg mit dem Namen Hurtula, der ebenfalls aus den Inschriften Ancoz 8 und Ancoz 10 bekannt ist. Da er hier als „dieser Berg Hurtula“ bezeichnet wird, nimmt Hawkins an, dass es sich um den Berg handelt, auf dem der Fundhügel Han Mevkii liegt, und dass dort ein heiliger Bezirk des Hirschgottes lag. Die zweite Zeile nennt nach Hawkins erster Übersetzung Hattusilis, den Sohn Suppiluliumas, wonach letzterer als Suppiluliuma, Herrscher von Kummuh 805–773 v. Chr. identifiziert wurde. Nach der neuen Übersetzung von Poetto kehrt sich jedoch das Verwandtschaftsverhältnis der beiden um, sodass es sich um ein anderes, gleichnamiges Vater-Sohn-Paar handeln könnte. Schließlich werden noch Bedienstete des Suppiluliumas und ein Tarhunti erwähnt. Durch Vergleich mit den anderen in Ancoz gefundenen Inschriften wird das Dokument ins 9. oder 8. Jahrhundert v. Chr. datiert.

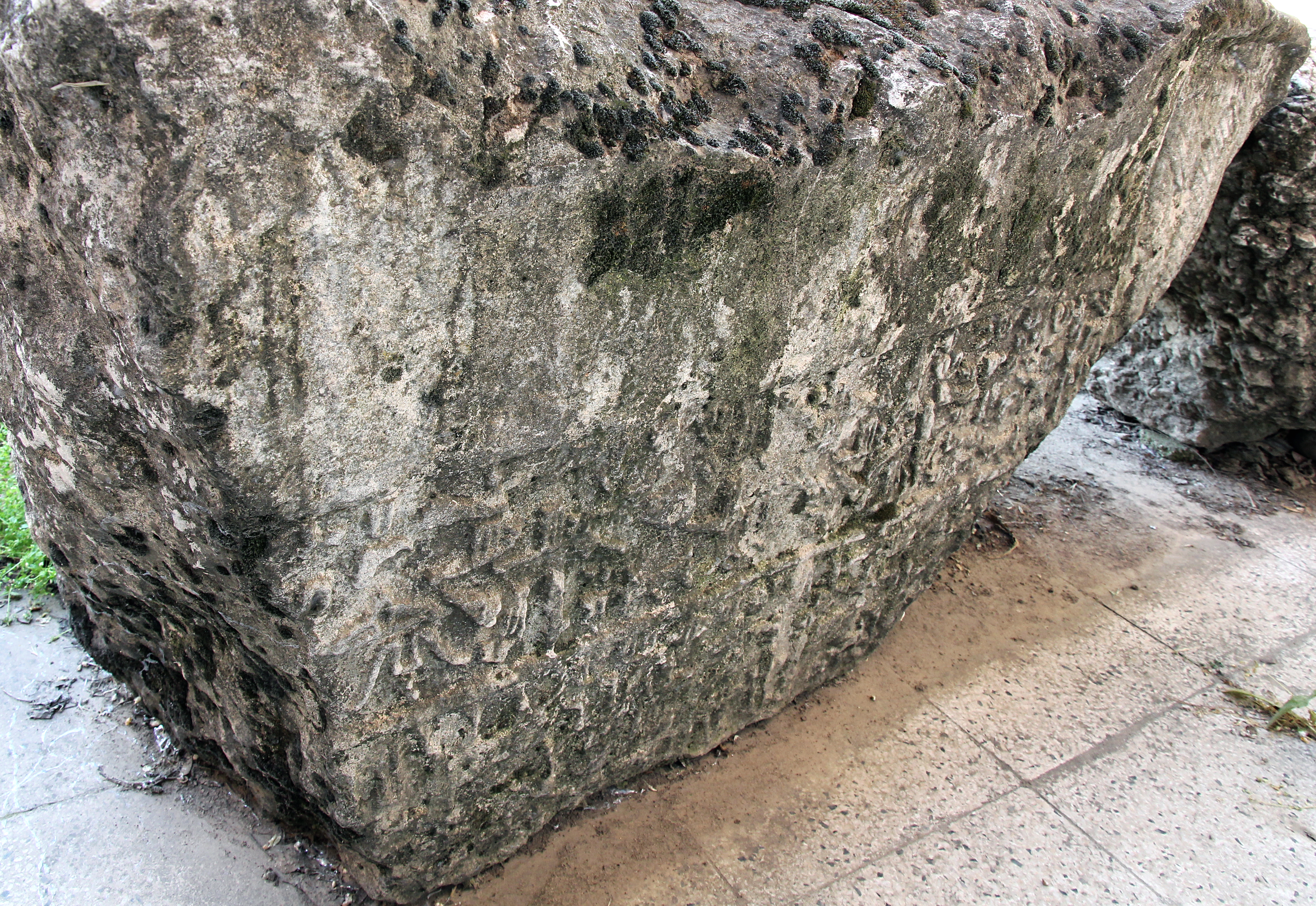
Vorderseite mit Inschrift (alle kopfüber)
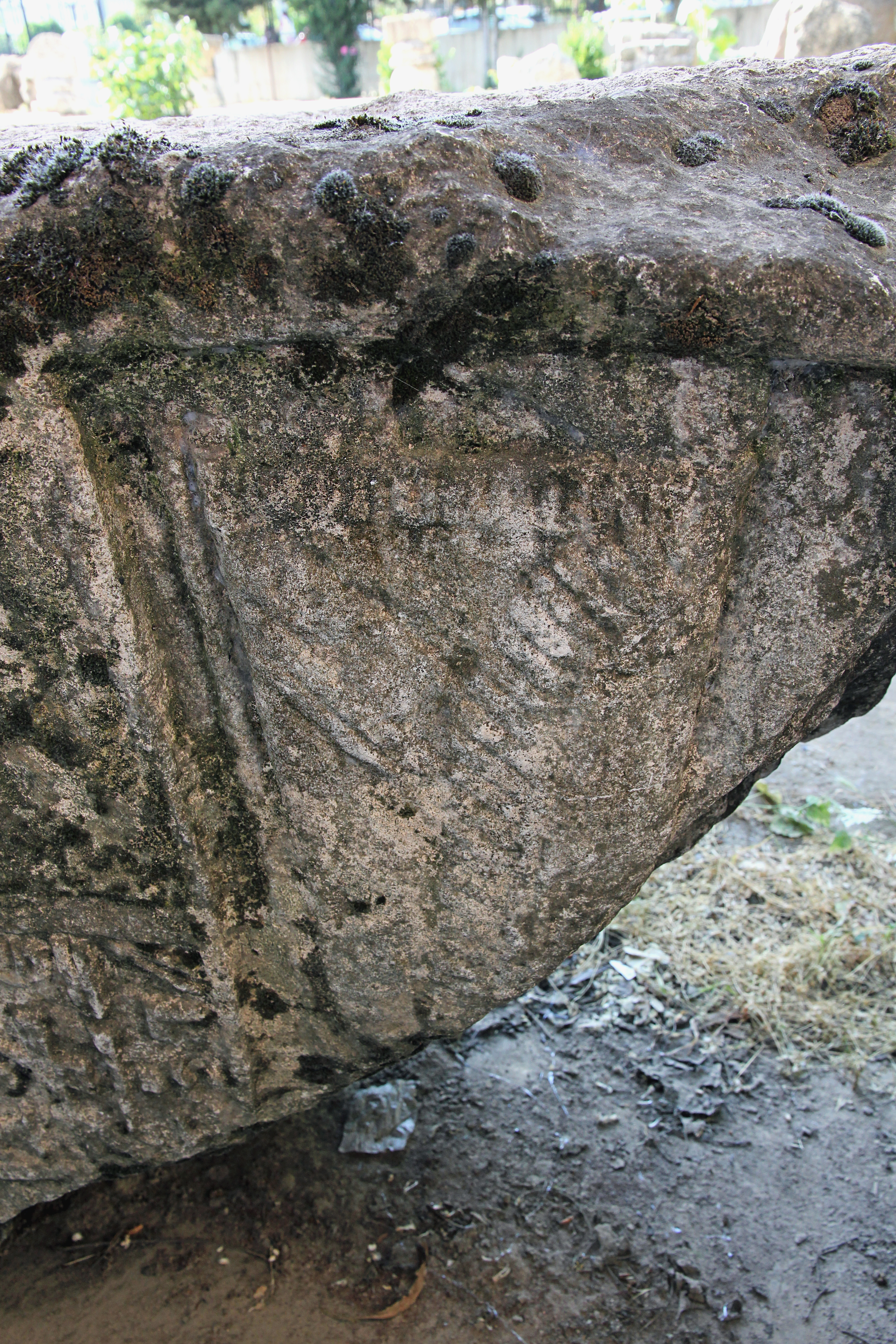
Figur
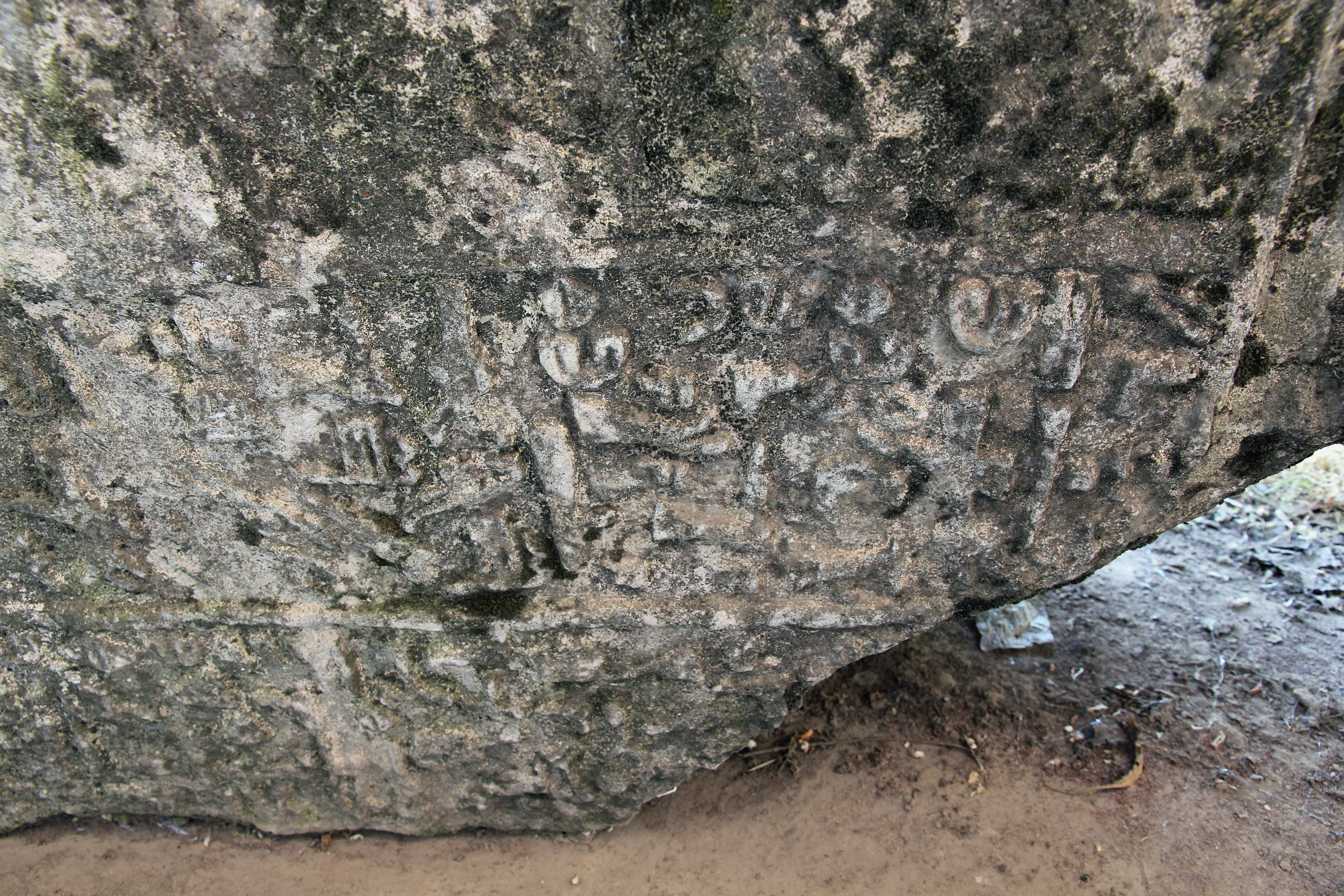
Detail der Inschrift